# Campionati norvegesi di ski cross
I Campionati norvegesi di ski cross sono una competizione sciistica che si svolge ogni anno, generalmente nel mese di marzo o aprile. Sono organizzati dalla Federazione norvegese di sci e decretano il campione e la campionessa norvegesi di ski cross. 
La competizione è stata interrotta nel 2019 e attualmente non è previsto il ripristino. 

## Albo d'oro
| Edizione | Uomini                  | Donne                  |
| -------- | ----------------------- | ---------------------- |
| 2009     | Morten Ring Christensen | Marte Høie Gjefsen     |
| 2010     | Audun Grønvold          | Marte Høie Gjefsen (2) |
| 2011     | Non disputati           | Non disputati          |
| 2012     | Thomas Borge Lie        | Hedda Berntsen         |
| 2013     | Didrik Bastian Juell    | Marte Høie Gjefsen (3) |
| 2014     | Non disputati           | Non disputati          |
| 2015     | Marius Heje Maehle      | Marte Høie Gjefsen (4) |
| 2016     | Non disputati           | Non disputati          |
| 2017     | Non disputati           | Non disputati          |
| 2018     | Henrik Lunde            | Ebba Ruud              |
| 2019     | Non disputati           | Non disputati          |
| 2020     | Non disputati           | Non disputati          |
| 2021     | Non disputati           | Non disputati          |
| 2022     | Non disputati           | Non disputati          |
| 2023     | Non disputati           | Non disputati          |
| 2024     | Non disputati           | Non disputati          |